# Anarithma stepheni
Anarithma stepheni é uma espécie de gastrópode do gênero Mitromorpha, pertencente a família Mitromorphidae.